# Mohamed Ali Madani
Pour les articles homonymes, voir Madani.
Mohamed Ali Madani est un acteur tunisien.
Frère de Jamel Madani, il joue des rôles secondaires à la télévision.

## Filmographie

### Cinéma
- 2006 : Bin El Widyene de Khaled Barsaoui
- 2010 : Kom niet aan mijn kinderen (de) de Ron Termaat
- 2010 : Glaçons de Bahri Ben Yahmed
- 2013 : Late Spring de Zachary Kerschberg
- 2014 : Printemps tunisien de Raja Amari

### Télévision
- 2003 : Chez Azaïez : client
- 2005 : Choufli Hal : client de Janet
- 2008 : Maktoub : conseiller de Lamine
- 2011 : L'Infiltré (téléfilm) de Giacomo Battiato
- 2012 : Pour les beaux yeux de Catherine : espion
- 2014 : School
- 2015 : Bolice
- 2015 : Lilet Chak
- 2017 : Denya Okhra (ar)
- 2018-2019 : Ali Chouerreb

## Théâtre
- 2013 : En attendant Godot, texte de Samuel Beckett et mise en scène de Jamel Sassi